# Zarazne bolesti čije je sprječavanje i suzbijanje od interesa za Republiku Hrvatsku
Zarazne bolesti čije je sprječavanje i suzbijanje od interesa za Republiku Hrvatsku određene su Zakonom o zaštiti pučanstva od zaraznih bolesti iz 1992. godine. Zarazne bolesti u smislu tog zakona su: 

1. Aktivna tuberkuloza (Tuberculosis activa)

2. Bjesnoća (Rabies)

3. Botulizam (Botulismus)

4. Brill-Zinsserova bolest (Morbus Brill-Zinsser)

5. Bruceloza (Brucellosis)

6. Crni prišt (Anthrax)

7. Crvenka (Rubeola)

8. Difterija (Diphtheria)

9. Dizenterija (Dysenteria)

10. Dječja paraliza (Poliomyelitis anterior acuta)

11. Ehinokokoza (Echinococcosis)

12. Enterokolitis (Enterocolitis)

13. Enteroviroze (Enteroviroses)

14. Erizipel (Erysipelas)

15. Gripa (Influenza)

16. Guba (Lepra)

17. Helmintoze (Helmintoses)

18. Hemoragijska groznica s bubrežnim sindromom (Febris haemorrhagica cum syndroma renale)

19. Hripavac (Pertussis)

20. Infekcijska mononukleoza (Mononucleosis infectiosa)

21. Kapavac (Gonorrhoea)

22. Klamidijaza (Chlamydiasis) i ostale SPB

23. Kolera (Cholera)

24. Kozice, herpes zoster (Varicella, herpes zoster)

25. Krpeljni meningoencefalitis (Meningoencephalitis acarina)

26. Kuga (Pestis)

27. Legionarska bolest (Legionellosis)

28. Leptospiroze (Leptospiroses)

29. Lišmanijaza kožna/visceralna (Leishmaniasis cutanea/visceralis)

30. Lyme-borelioza (Lyme-borreliosis)

31. Malarija (Malaria)

32. Meningokokni meningitis, sepsa (Meningitis epidemica, sepsis)

33. Meningitis bakterijski (ostali) (Meningitis)

34. Ospice (Morbilli)

35. Ornitoza-psitakoza (Ornithosis-psittacosis)

36. Papatači groznica (Febris pappataci)

37. Pjegavac (Typhus exanthematicus)

38. Povratna groznica (Febris recurrens)

39. Q groznica (Febris Q)

40. Rikecioze (ostale) (Rickettsioses)

41. Salmoneloza (Salmonelloses)

42. Sifilis (Syphilis)

43. Sindrom stečenog nedostatka imuniteta (SIDA/AIDS, kopnica)

44. Streptokokna upala grla, šarlah (Angina streptococcica, scarlatina)

45. Svrab (Scabies)

46. Tetanus (Tetanus)

47. Toksoplasmoza (Toxoplasmosis)

48. Trbušni tifus (Typhus abdominalis)

49. Trihineloza (Trichinellosis)

50. Trovanje hranom (osim salmonele) (Toxiinfectio alimentaris)

51. Tularemija (Tularemia)

52. Upala pluća (Pneumonija, bronchopneumonia)

53. Ušljivost glave/tijela (Pediculosis capitis/corporis)

54. Virusna žutica (Hepatitis virosa)

55. Virusne hemoragijske groznice (Febres haemorrhagicae virosae)

56. Virusni meningitis (Meningitis virosa)

57. Zarazna upala mozga (Encephalitis)

58. Zaušnjaci (Parotitis epidemica)

59. Žuta groznica (Febris flava)

60. Nosilaštvo HBsAg (hepatitis B površinski antigen)

61. Nosilaštvo protutijela na HIV

62. Nosilaštvo Salmonella typhi.

Ako se pojavi opasnost i od drugih zaraznih bolesti koje mogu ugroziti pučanstvo Republike Hrvatske, Vlada Republike Hrvatske može odrediti, da se za zaštitu pučanstva od tih zaraznih bolesti primjenjuju sve ili pojedine mjere predviđene Zakonom o zaštiti pučanstva od zaraznih bolesti.